# HarmonyOS
HarmonyOS, in China auch Hongmeng (chinesisch 鸿蒙, Pinyin Hóngméng) bzw. international HongmengOS genannt, ist ein geräteübergreifendes Betriebssystem, das von Huawei seit 2016 entwickelt wird.
In den USA wird HarmonyOS nicht nur als Gefahr möglicher Spionage (Spyware) durch das kommunistische China, sondern auch als Direktangriff auf Google (Android), Apple (iOS) und Microsoft (Windows) wahrgenommen.

## Geschichte

### Ankündigung im Zusammenhang mit US-Sanktionen
In einem Zeitungsinterview in der Welt erklärte Huawei-Chef Richard Yu im Mai 2019, dass Huawei ein eigenes Betriebssystem als Plan B verwenden könne, wenn man durch US-Beschränkungen Android oder Windows nicht einsetzen dürfte, obwohl man lieber mit den Ökosystemen von Google und Microsoft arbeite.
Da auch das Android Open Source Project (AOSP) zu einem großen Teil von Google stammt, unterliege auch dieses laut dem  Handelsjuristen Kevin Wolf den US-Handelsvorschriften.
Huawei behandelte auch EMUI seit Juni 2019 als Betriebssystem.
Auf der alljährlichen Entwicklerkonferenz im August 2019 teilte Huawei mit, das Betriebssystem HarmonyOS sei ein für viele Anwendungszwecke geeignetes Mikrokernel-System. Wie Android Auto und Apples CarPlay komme HarmonyOS künftig als HiCar-System in Autos zum Einsatz.

### Vorstellung des Betriebssystems
Während einer Entwicklerkonferenz am 9. August 2019 kündigte Huawei an, dass HarmonyOS als verteiltes Mikrokernel-System unter einer Open-Source-Lizenz für vielfältige Geräte mit den unterschiedlichsten Speichergrößen einsetzbar sein werde: von Sensoren und Smart Devices über Autos und Smartwatches bis hin zu Smartphones und Computern. Das erste Gerät, das mit HarmonyOS auf den Markt kam, war der Smart-TV Honor Vision, dessen Markteinführung in China Mitte August 2019 stattfand. Huawei-Manager Richard Yu erklärte bei der Vorstellung des Betriebssystems auf der Entwicklerkonferenz HDC im chinesischen Dongguan am 9. August 2019 noch, dass Huawei bei Smartphones vorerst weiter mit Android arbeiten wolle.

### Weiterentwicklung des Betriebssystems
HarmonyOS 2.0 war mit einem eigenen Mikrokernel angekündigt worden und erschien am 10. September 2020, allerdings war die kommerzielle Version hauptsächlich eine Kopie von Android, die stark auf dem Android Open Source Project (AOSP) basiert und abermals mit Linux als Kernel arbeitet. HarmonyOS 2.0 wird von Apps als Android 10 „Q“ identifiziert. Seit der Version 2.0 setzte Huawei das Betriebssystem auch in Smartwatches, Gesundheitsarmbändern, Smart-Screens, Lautsprechern, Kopfhörern und anderen Geräten ein. Dafür wurde ein abgespeckter Linux-Kernel mit dem Namen LiteOS entwickelt. 2022 sollten VR-Brillen und weitere Kleingeräte folgen.
Im September 2019 plante Huawei noch nicht, das Betriebssystem in seinen Smartphones einzusetzen. Die Entscheidung Huaweis, HarmonyOS nicht für Smartphones einzusetzen, wurde jedoch im September 2020 revidiert; im Sommer 2021 erschienen auch Smartphones mit dem Betriebssystem. Die Version 3.0 folgte am 30. September 2021, die Version 4.0 Anfang August 2023.

### Neues HarmonyOS Next: inkompatibel mit Android
Für HarmonyOS 5.0 („HarmonyOS Next“) setzt Huawei den Hongmeng genannten selbst entwickelten Mikrokernel ein, der nicht auf Unix oder Linux basiert. Das neue „NEXT“-Betriebssystem ist – anders als die Vorgängerversionen – auch nicht mehr kompatibel mit Android-Apps. Im Mai 2025 wurde das erste Notebook mit HarmonyOS-Betriebssystem von Huawei in den Verkauf gebracht. Das angepasste Betriebssystem trägt den Namen „HarmonyOS PC“, das heißt es handelt sich um HarmonyOS NEXT 5 für den PC-Formfaktor. Das PC-Betriebssystem sieht Windows 11 sehr ähnlich, und ist wie dieses und wie macOS in das jeweilige Ökosystem eingebunden: so können sich Computer, Tablets und Smartphones, die unter HarmonyOS laufen, nahtlos miteinander verbinden. Die Verfügbarkeit von HarmonyOS Next in Europa ist jedoch unwahrscheinlich.

### Versionstabelle
| Name | Version  | API- Version | VÖ               | Aktuelle Sicherheits- aktualisierung (VÖ) | OpenHarmony- Version | Aktuelle Version von Huawei Mobile Services (VÖ) |
| --- | -------- | ------------ | ---------------- | ----------------------------------------- | -------------------- | ------------------------------------------------ |
| HarmonyOS 1.0 | 1.0.0    | 05           | 09. August 2019  | 1.2 (September 2019)                      | 1.0.0                | –                                                |
| HarmonyOS 2.0 | 2.0.0    | 06           | 02. Juni 2021    | 2.0.0.263 (3. Juli 2022)                  | 2.2.0                | [HMS Core 6] 6.6.0.312 (10. Juli 2022)           |
| HarmonyOS 3.0 | 3.0.0.76 | 08           | 27. Juli 2022    | 3.0.0.300 (12. Juli 2023)                 | 3.0.0                | [HMS Core 6] 6.7.0.342 (15. Oktober 2022)        |
| HarmonyOS 3.1 | 3.1.1    | 09           | 30. März 2023    | 3.1.0.156 (8. Juni 2023)                  | 3.2                  | [HMS Core 6] 6.15.0.302 (18. Januar 2025)        |
| HarmonyOS 4.0 | 4.0.0    | 10           | 04. August 2023  | 4.0.0.113 (27. August 2023)               | 4.0                  | [HMS Core 6] 6.15.0.302 (18. Januar 2025)        |
| „HarmonyOS Next“ HarmonyOS 5.0 | 5.0.0    | 12           | 22. Oktober 2024 |                                           | 5.0                  |                                                  |
| Legende:Ältere Version; nicht mehr unterstütztÄltere Version; noch unterstütztAktuelle VersionAktuelle VorabversionZukünftige Version |          |              |                  |                                           |                      |                                                  |

## Technischer Aufbau des Betriebssystems
Der Mikrokernel von HarmonyOS liefert nur nötigste Grundfunktionen. Weitergehende Dienste werden in Prozesse oder Bibliotheken ausgelagert. Dadurch braucht man für diese Funktionen keinen Root-Zugriff. Entwicklungsziele sind nahtlose Portabilität, niedrige Latenz und hohe Sicherheit.
Der mitgelieferte Ark Compiler wurde bereits zuvor Android-Entwicklern zur Verfügung gestellt, um deren Android-Apps einfach für HarmonyOS kompilieren zu können. Er unterstützt mehrere Programmiersprachen, darunter Java, C und C++.

## Markennamen
Am 24. Mai 2019 meldete Huawei „Hongmeng“ als Marke in China zur aktiven Gültigkeit bis zum 13. Mai 2029 an. Am selben Tag meldete Huawei die folgenden Marken beim Amt der Europäischen Union für geistiges Eigentum und in den jeweiligen Büros der Mitgliedstaaten an:
- Huawei Ark OS
- Huawei Ark
- Ark
- Ark OS[41]
- HarmonyOS